# Aleksandrów Kujawski (gemeente)
De gemeente Aleksandrów Kujawski is een landgemeente in het Poolse woiwodschap Koejavië-Pommeren, in powiat Aleksandrowski. De zetel van de gemeente is in Aleksandrów Kujawski. Op 30 juni 2004 telde de gemeente 10 685 inwoners.

## Administratieve plaatsen (sołectwo)
De gemeente bestaat uit 28 administratieve plaatsen.
1. Białe Błota - Białe Błota, Otłoczynek
2. Chrusty - Chrusty, Stare Rożno
3. Goszczewo - Goszczewo
4. Grabie - Grabie
5. Łazieniec - Łazieniec
6. Nowy Ciechocinek - Nowy Ciechocinek, Kuczek, Wygoda
7. Odolion - Odolion
8. Opoczki - Opoczki
9. Opoki - Opoki
10. Ostrowąs - Ostrowąs
11. Ośno - Ośno
12. Ośno Drugie - Ośno Drugie
13. Otłoczyn - Otłoczyn
14. Plebanka - Plebanka
15. Poczałkowo - Poczałkowo, Pinino, Poczałkowo-Kolonia
16. Podgaj - Podgaj
17. Przybranowo - Przybranowo
18. Przybranówek - Przybranówek
19. Rożno Parcele - Rożno Parcele
20. Rudunki - Rudunki, Nowa Wieś, Stara Wieś
21. Służewo - Służewo
22. Słońsk Dolny - Słońsk Dolny
23. Stawki - Stawki, Konradowo, Zgoda
24. Słomkowo - Słomkowo
25. Wilkostowo - Wilkostowo
26. Wołuszewo - Wołuszewo
27. Wólka - Wólka
28. Zduny - Zduny

## Oppervlakte gegevens
In 2002 bedroeg de totale oppervlakte van gemeente Aleksandrów Kujawski 131,64 km², waarvan:
- agrarisch gebied: 74%
- bossen: 16%

De gemeente beslaat 27,68% van de totale oppervlakte van de powiat.

## Demografie
Stand op 30 juni 2004:
| Omschrijving                   | Totaal | Totaal | Vrouwen | Vrouwen | Mannen | Mannen |
| ------------------------------ | ------ | ------ | ------- | ------- | ------ | ------ |
| eenheid                        | aantal | %      | aantal  | %       | aantal | %      |
| inwoners                       | 10 685 | 100    | 5398    | 50,5    | 5287   | 49,5   |
| bevolkingsdichtheid (inw./km²) | 81,2   | 81,2   | 41      | 41      | 40,2   | 40,2   |

In 2002 bedroeg het gemiddelde inkomen per inwoner 1109,04 zł.

## Aangrenzende gemeenten
- Miasto Aleksandrów Kujawski
- Miasto Ciechocinek
- Dąbrowa Biskupia (gemeente)
- Gniewkowo (gemeente)
- Koneck (gemeente)
- Obrowo (gemeente)
- Raciążek (gemeente)
- Wielka Nieszawka (gemeente)